# Goldies Radio
Goldies Radio is een Belgische lokale radio opgericht in 1996 die voornamelijk hits uit de jaren 60, 70 en 80 speelt.

## Geschiedenis
Vrije Radio Belsele droeg vanwege verminderd succes rond 1995 de zendvergunning over aan Pierre Cant, die toen de eigenaar was van Radio 77. Ook bij de lokale Radio Solymar ging het steeds slechter. Vrije Radio Belsele en Radio Solymar fuseerden na onderhandelingen tussen het bestuur en Pierre Cant. Dit leidde in 1996 tot Goldies Radio.

## Zendgebied
De primaire zendfrequentie van Goldies was tot eind 2017 107,9 FM. Via een straalverbinding werd het audiosignaal overgebracht naar Kruibeke en daar opnieuw uitgezonden. In 2018 was Goldies Radio enkel nog te ontvangen via frequentie 105,7 FM vanuit Beveren-Waas. Sinds januari 2019 is Goldies Radio te ontvangen via frequentie 106,8 FM vanuit Sint-Niklaas en ook via frequentie 107,5 FM vanuit Stekene.
Het zendgebied omvat de omgeving van de ruime omgeving rond Sint-Niklaas en Stekene en ook zuid-oost Zeeuws-Vlaanderen.